# Ritmo 70
Ritmo 70 va ser un programa musical de Televisió espanyola, emès en la temporada 1969-1970, amb realització de Pilar Miró a Madrid i José Joaquín Marroquí a Barcelona. La presentació va ser de José María Íñigo a Madrid i de Pepe Palau des de Barcelona. La Direcció del programa va ser d'Enrique Martí Maqueda.

## Format
Emès els dissabtes en horari de sobretaula (14.30 – 15.00), s'alternava setmanalment entre Barcelona i Madrid.